# Reales Astilleros de Esteiro
La construcción del Real Astillero de Esteiro se inició con la orden de ejecución del 9 de abril de 1749 por el rey Fernando VI y según la decisión del marqués de la Ensenada, secretario de Marina, Hacienda e Indias para el emplazamiento e instalaciones navales de mayor envergadura en la Villa de Ferrol. La construcción inicial estuvo dirigida por Cosme Álvarez, comandante general del Departamento. Se localizó en la ladera noroeste del monte Esteiro en las inmediaciones de Ferrol.
En un principio, se proyectó para que tuviera cuatro gradas, aunque finalmente se amplió hasta doce gradas en total, proporcionales a la pendiente del monte. A su vez, tuvieron que ser construidos los diferentes edificios para albergar cuarteles, talleres y almacenes.
En la época de mayor actividad y por orden del marqués de la Ensenada, fechada el 15 de julio de 1752, se pondría en construcción simultánea la puesta en quilla de doce navíos de línea conocidos popularmente por la serie de los "Doce Apóstoles o Apostolado" con un número de cañones que variaba entre 68 y 74 cañones. Este proyecto aumentó en gran medida la actividad industrial del astillero y de las obras del arsenal, lo que trajo consigo un incremento en la economía local y en los residentes de la población, elevándose el número de habitantes llegados para trabajar en diversos oficios necesarios para tal proyecto.
Estos fueron los doce navíos: 
- Oriente, también llamado San Diego de Alcalá, botado en 1753
- Éolo o San Juan de Dios, botado en 1753
- Neptuno o San Justo, botado en 1754
- Magnánimo o San Justo y San Pastor, botado en 1753
- Aquilón o San Dámaso, botado en 1754
- Gallardo o San Juan de Sahagún, botado en 1753
- Brillante o San Dionisio, botado en 1754
- Vencedor o San Julián, botado en 1754
- Glorioso o San Francisco Javier, botado en 1754
- Guerrero o San Raimundo, botado en 1754
- Héctor o San Bernardo, botado en 1753
- Soberano o San Gregorio, botado en 1754